# Paintepur
Paintepur è una suddivisione dell'India, classificata come nagar panchayat, di 11.182 abitanti, situata nel distretto di Sitapur, nello stato federato dell'Uttar Pradesh.